# Groefwier
Groefwier (Pelvetia canaliculata) is een veel voorkomende bruinwiersoort uit de familie Fucaceae die hoog op de zeekusten van Europa wordt aangetroffen.

## Beschrijving
Groefwier groeit tot een maximale lengte van 15 centimeter in dichte plukjes, waarbij de bladeren in de lengterichting naar binnen krullen waardoor er karakteristieke gootjes/groeven worden gevormd: de groeven en een slijmlaag helpen voorkomen dat het zeewier uitdroogt (uitdroging) als het laag tij is. Het is onregelmatig dichotoom vertakt met eindhouders, en is donkerbruin van kleur. Zoals bij alle bruinalgen wordt de bruinachtige kleur veroorzaakt door het pigment fucoxanthine. Elke tak heeft een uniforme breedte en heeft geen hoofdnerf. De houders zijn aan de uiteinden gevorkt.
Groefwier is zeer tolerant ten opzichte van uitdroging en overleeft tot 8 dagen buiten het water. Groefwier wordt ongeveer 4 jaar oud.

## Verspreiding en leefgebied
Groefwier komt veel voor aan de Atlantische kust van Europa, van IJsland tot Spanje, inclusief Noorwegen, Ierland, Groot-Brittannië, Nederland, Frankrijk en Portugal. Hij heeft perioden van blootstelling aan de lucht nodig en groeit soms zo hoog op een strand dat er grof gras en bloeiende planten tussen groeien. Als groefwier meer dan zes van de twaalf uur onder water blijft, gaat het rotten.